# Land Rover 101 Forward Control
| Simca Ariane                   |                |
| Land Rover 101 Forward Control |                |
| Fabricante                     | Land Rover     |
| Fábricas                       |                |
| Tipo                           | Camión militar |
| Carrocería                     |                |
| Producción                     | 1972 – 1978    |
| Modelos relacionados           |                |
| Motor                          | V8 de 3,5 l    |
| Potencia                       | 120 cv         |
| Velocidad máxima               | 125 km/h       |
| Unidades producidas            | 2669           |
| Longitud                       | 4,33 m         |
| Anchura                        | 1,84 m         |
| Altura                         | 2,28 m         |
| Distancia entre ejes           | 2,56 m         |
| Peso                           | 1000 kg        |
| Diseñador                      |                |

El Land Rover 101 Forward Control, también conocido como Land Rover One Tonne, fue un camión militar producido por el fabricante británico Land Rover para el Ejército británico entre 1972 y 1978.

## Historia
El vehículo fue producido para satisfacer las necesidades del Ejército británico como tractor de artillería, y el modelo se desarrolló para remolcar un cañón de campaña, el cañón ligero L118, conjuntamente a una tonelada de municiones y otros equipamientos en su tolva.
El 101 Forward se desarrolló para ser fácilmente aerotransportado. La localización del motor, un Rover V8 de 3,5 l, por debajo y atrás de la cabina, eliminó la necesidad de incorporar al vehículo con un capó frontal, permitiendo que adquiriese una forma más compacta, reduciendo de esta manera el espacio necesario para su transporte en una aeronave.
El nombre de 101 Forward Control deriva de la distancia entre los ejes del vehículo: 101 pulgadas (2,56 m) y de la posición del conductor, que se situaba encima y ligeramente por delante de las ruedas delanteras.
Del modelo se produjeron 2.669 unidades entre 1972 y 1978, realizando servicios para el ejército británico hasta que a finales de la década de 1990 fue sustituido por el Land Rover Defender y los todoterrenos Pinzgauer.